# 扎爾基夫
49°55′46″N 25°6′51″E / 49.92944°N 25.11417°E
扎爾基夫（烏克蘭語：Жарків），是烏克蘭西部的村莊，隸屬利維夫州的佐洛奇夫區。該村始建於800年，面積0.57平方公里，海拔高度340米，2001年人口166，人口密度每平方公里292.77人。